# Dolichopeza dactylophora
Dolichopeza dactylophora är en tvåvingeart som beskrevs av Alexander 1968. Dolichopeza dactylophora ingår i släktet Dolichopeza och familjen storharkrankar. Inga underarter finns listade i Catalogue of Life.